# Chamarajanagar (stad)
Chamrajnagar is een dorp in het district Chamarajanagar van de Indiase staat Karnataka. 

## Demografie
Volgens de Indiase volkstelling van 2001 wonen er 60.810 mensen in Chamrajnagar, waarvan 51% mannelijk en 49% vrouwelijk is. De plaats heeft een alfabetiseringsgraad van 60%. 